# Родниковая (приток Песчанки)
Родниковая — река в России, протекает по территории Озинского и Дергачёвского районов Саратовской области. Устье реки находится в 4 км по правому берегу реки Песчанки. Длина реки - 19 км.

## Данные водного реестра
По данным государственного водного реестра России относится к Уральскому бассейновому округу, водохозяйственный участок реки — Большой Узень. Речной бассейн реки — Бассейны рек Малый и Большой Узень (российская часть бассейнов).
Код объекта в государственном водном реестре — 12020000212112200000435.